# 異寄居蟹屬
異寄居蟹屬（学名：Alloeopagurodes）是寄居蟹科下的一个属。

## 下属物种
本属包括以下物种：
- 尖刺异仔寄居蟹 Alloeopagurodes spiniacicula Komai, 1998